# Chipiona
Chipiona er en by og kommune i det sydlige Spanien i provinsen Cádiz. Den har et indbyggertal på 19.915 (2024) indbyggere.